# Katerina Peristeri
Katerina Peristeri (en grec: Κατερίνα Περιστέρη, nascuda el 1955 a Kavala) és una arqueòloga grega.
Va estudiar a la Universitat Aristotèlica de Tessalònica i a la Sorbona de París.
Les primeres excavacions en què participà van ser a Tassos. Després col·laborà amb Dimitrios Lazaridis en les excavacions d'Amfípolis entre 1979 i 1980. A partir de 1980 va participar en excavacions de Mesembria-Zona, Abdera, Maronea, Ntikili-Tas, Kali Vrisi, Arcadiko i Potamoí. A Drama fou la responsable de l'organització dels fons del museu de la ciutat, que s'obrí al públic l'any 2000.
Tornà a excavar a Tassos, aquesta vegada ja com a arqueòloga responsable, en col·laboració amb l'Escola Arqueològica francesa. Des de 2004 és responsable de les antiguitats prehistòriques i clàssiques de Serres. Com a competència de la seua labor ha realitzat excavacions a Neo Eskopos, lloc identificat on s'assentava l'antiga ciutat de Berga (Tràcia). També va excavar a Sidirókastro i a l'antiga Argilos, a més de tornar a Amfípolis.
Des de l'any 2012 fins a desembre del 2014 dirigí les excavacions de la Tomba d'Amfípolis. El complex consta d'un túmul envoltat per una muralla de pedra de tres metres d'alt i una circumferència de 500 m. En aquests treballs arqueològics es trobà una sepultura datada de la darreria del segle iv aC, precedida d'una entrada custodiada per dues esfinxs i una segona cambra que té una entrada decorada amb dues cariàtides i on es trobà un mosaic que representa el rapte de Persèfone. D'altra banda, l'equip sosté que el Lleó d'Amfípolis, una escultura monumental trobada a trenc del segle xx, coronava la part superior d'aquest túmul.
Al setembre de 2015 l'equip d'arqueòlegs responsable de l'excavació anuncià que, segons el resultat dels seus estudis, el monument funerari hauria estat erigit per ordre d'Alexandre el Gran com a homenatge a Hefestió de Pel·la i hauria estat construït per Dinòcrates de Macedònia.